# Instituto Cooperativo de Educación Rural
El Instituto Cooperativo de Educación Rural (ICER) fue un organismo autónomo uruguayo, gestionado de forma cooperativa, constituido por los propios maestros rurales para proporcionar apoyo técnico al programa de educación rural vigente en ese momento, de 1949, ante la falta de apoyo por parte del Estado. Nació en los primeros días de marzo de 1961 en Montevideo, en el Paraninfo de la Universidad de la República, en un momento convulsionado en la educación rural. Los nuevos miembros del Consejo de Educación Primaria nombrados por el Poder Ejecutivo acababan de eliminar la Sección Educación Rural que daba apoyo técnico a los maestros rurales.
El primer equipo de trabajo estuvo formado por los maestros Nelly Couñago de Soler, Homero Grillo, Miguel Soler, Ana María Angione, Weiler Moreno y Abner Prada. Homero Grillo, por muchos años, coordinó y sostuvo este trabajo respaldado por una Comisión Asesora integrada por Enrique Brayer Blanco, Yolanda Vallarino y Julio Castro. El instituto contó desde el primer momento con  el apoyo de muchos colaboradores externos a la educación; entre ellos, Carlos Quijano. 
El ICER tuvo un crecimiento rápido y sostenido, contó con más de mil integrantes y, a pesar de trabajar sin ningún tipo de subvención, muy pronto amplió sus primeros objetivos. Tomó a su cargo la continuación de las interrumpidas misiones socio-pedagógicas que desde los años 1950 habían buscado mostrar y sensibilizar a los estudiantes magisteriales sobre las peculiares situaciones de vida en el medio rural.
Durante catorce años, el ICER dio asesoramiento técnico a los maestros rurales, desarrolló investigaciones en terreno y publicó numerosos trabajos pero a partir del golpe de Estado de 1973 su local fue allanado varias veces por las Fuerzas Armadas. En 1975, debieron guardar sus archivos y cerrar esta experiencia.